# Chibchacum
En la mitologìa muisca, Chibchacum es el dios de la luna.Aunque también es identificado como un dios de la lluvia y el trueno en algunos mitos. Se creía que cuando Chibchacum se enfadaba, enviaba fuertes lluvias a las tierras llanas, provocando la crecida de los ríos, destruyendo la agricultura y las casas de los muiscas. Por otro lado, cuando terminaba de llover y regresaba el Sol volvía a brillar la gente le ofrecía oro o aleaciones de oro y cobre, caracoles marinos y pequeñas esmeraldas. Esto sucedía apenas aparecía Cuchavirá

## Descripción
Un libro cuenta cómo los Muiscas veneraban una roca y adoraban a Bochica. Chibchacum estaba muy enojado y se rebeló contra Bochica. Bajó a la Tierra y vio a una mujer, Chié, que venía a buscar agua. Chibchacum la convenció para que se uniera a su rebelión, prometiendo que Chié sería su reina una vez que Bochica fuera asesinado. Chié se unió, y pronto todos empezaron a luchar, creyendo que eran mejores que los otros y mentían. Esto causó una guerra civil. Chié fue maldecida por Bochica y se convirtió en una lechuza común. Su plan fracasó y Chibchacum planificó su venganza. Él tuvo su venganza al pronunciar un hechizo malvado que causó una gran inundación. La gente le gritó a Bochica que les dejara vivir y que a cambio lo adorarían. Entonces, una vez que Bochica creó un valle para limpiar las inundaciones, sabía que tenía que castigar a Chibchacum. Bochica maldijo a  forzándolo a llevar a la Madre Tierra sobre su espalda. Hasta hoy, los muiscas creen que cuando hay un terremoto, es  cambiando su carga pesada de brazo.